# 楊氏玉歡
楊氏玉歡（越南语：／；？—？），越南鄭阮紛爭時期鄭主鄭森的繼妃。
楊氏玉歡籍貫乂安處石河縣隆福社（今屬河靜省石河縣），浩慶公之女。封為恭嬪，為鄭森生下長子鄭棕，但二人均不得寵，鄭棕更在1780年陰謀發動政變而廢為季子幽禁。
1782年9月，鄭森去世，權臣黃廷寶立其弟鄭檊為嗣，是為奠都王。同年11月三府軍與鄭棕合謀，發動叛亂殺死黃廷寶，將鄭棕擁上主位，尊母親楊氏玉歡為太妃。
1786年，西山朝的阮惠率武文任、阮有整進攻北河的鄭主。鄭楷出逃山西，而楊氏玉歡的下落就失去記載。